# Copa México 1956/57
Die Copa México 1956/57 war die 15. Austragung des Fußball-Pokalwettbewerbs seit Einführung des Profifußballs in Mexiko. Das Turnier wurde im Anschluss an die Punktspielrunde der Saison 1956/57 ausgetragen. Um auf die gewünschte Teilnehmerzahl von 16 Mannschaften zu kommen, durften neben den 13 Erstligisten der Saison 1956/57 der Meister und Vizemeister der Segunda División, CD Zamora und Atlético Morelia, sowie als ausgesuchtes Team der Fünftplatzierte der zweiten Liga, CD Nacional, teilnehmen. Pokalsieger wurde die vom späteren Nationaltrainer Ignacio Trelles betreute Mannschaft des CD Zacatepec, der in der zweiten Hälfte der 1950er Jahre die beste Phase seiner Vereinsgeschichte erlebte.

## Modus
Die Begegnungen wurden im K.-o.-System ausgetragen. Alle Runden bis auf das Finale, für das nur eine Begegnung angesetzt war, wurden in Hin- und Rückspielen mit je einem Heimrecht der beiden Kontrahenten ausgetragen. Endspielort war das Estadio Olímpico Ciudad de los Deportes in Mexiko-Stadt.

## Achtelfinale
Die Begegnungen des Achtelfinals wurden zwischen dem 3. März und 14. März 1957 ausgetragen.
|                  | Gesamt |                | Hinspiel | Rückspiel |
| ---------------- | ------ | -------------- | -------- | --------- |
| Club León        | 5:2    | CD Guadalajara | 1:0      | 4:2       |
| CF Atlas         | 3:6    | CD Oro         | 3:3      | 0:3       |
| CF Monterrey     | 3:5    | CD Tampico     | 3:2      | 0:3       |
| Club América     | 5:3    | CD Cuautla     | 5:2      | 0:1       |
| CD Zacatepec     | 4:2    | Club Necaxa    | 3:1      | 1:1       |
| Atlético Morelia | 2:1    | CF Atlante     | 2:0      | 0:1       |
| CD Zamora        | 5:3    | CD Nacional    | 3:1      | 2:2       |
| Deportivo Toluca | 4:0    | CD Irapuato    | 3:0      | 1:0       |

## Viertelfinale
Die Begegnungen des Viertelfinals wurden zwischen dem 17. März und 24. März 1957 ausgetragen.
|              | Gesamt |                  | Hinspiel | Rückspiel |
| ------------ | ------ | ---------------- | -------- | --------- |
| CD Zacatepec | 2:1    | Atlético Morelia | 2:0      | 0:1       |
| CD Oro       | 2:5    | Club León        | 2:0      | 0:5       |
| CD Zamora    | 1:2    | CD Tampico       | 0:0      | 1:2       |
| Club América | 3:1    | Deportivo Toluca | 3:0      | 0:1       |

## Halbfinale
Die Hinspiele des Halbfinals wurden am 31. März und die Rückspiele am 13./14. April 1957 ausgetragen.
|              | Gesamt |              | Hinspiel | Rückspiel |
| ------------ | ------ | ------------ | -------- | --------- |
| Club León    | 5:2    | CD Tampico   | 5:0      | 0:2       |
| Club América | 1:3    | CD Zacatepec | 1:2      | 0:1       |

## Finale
Das Finale wurde am 28. April 1957 ausgetragen.
|              | Ergebnis |           |
| ------------ | -------- | --------- |
| CD Zacatepec | 2:1      | Club León |

Mit der folgenden Mannschaft gewann der Club Deportivo Zacatepec den Pokalwettbewerb der Saison 1956/57:

Nelson Festa – José Vela, Daniel Ortiz, José Antonio Roca, Raúl Cárdenas – Héctor Ortiz, Pedro Martínez, Genaro Tedesco – Gustavo Cabañas, Antonio Jasso, Ernesto Candia; Trainer: Ignacio Trelles.